# 향산초등학교 (울산)
향산초등학교는 대한민국 울산광역시 울주군에 있었던 공립 초등학교이다. 1947년 향산국민학교로 개교를 하였고, 1999년에 교문이 이동되면서 신축되었다. 이후 학생 수가 크게 늘어 2009년 함박관(체육관)까지 준공하였으나, 이후 다시 학생 수가 줄어들어 길천초등학교, 궁근정초등학교와 함께 2016년 2월 29일 상북초등학교로 통폐합 되면서 폐교되었다. 이 학교 교정은 향후 상북중학교가 교정을 이곳으로 신축해 옮기면서 현재 상북중학교 교정이 되었다.

## 학교 연혁
- 1947.09.01 향산국민학교 개교
- 1950.05.04 제1회 졸업식
- 1998.11.11 울산광역시강남교육청지정(봉사 활동) 시범학교
- 1999.01.27 교문이동 신축
- 1999.11.12 시교육청지정 과학교육 시범 발표
- 2000.01.28 본관 마루바닥 교체공사
- 2001.04.01 생명의 숲 가꾸기 운동 시범학교 선정
- 2002.03.01 초등 11학급, 유치원 1학급 편성
- 2002.3-2004.2 울산광역시교육청지정 발명교육시범학교 운영
- 2003.03.01 초등12학급, 유치원 1학급 편성
- 2004.11.30 3층 5개 교실 증축
- 2006.04.01 생태연못 조성
- 2006.08.31 교실 1칸 바닥, 창호 교체
- 2007.02.12 전교실 롤스크린 커텐 교체
- 2008.03.01 제23대 김영권 교장 부임
- 2009.02.01 영어도서실 겸 영어체험실 구축
- 2009.02.01 보육교실 구축
- 2009.05.01 함박관(체육관) 준공
- 2009.08.01 방송실 구축
- 2009.08.01 과학실 현대화 사업 실시
- 2010.03.01 울산광역시교육청지정 발명교육 정책연구학교 선정
- 2011.02.18 제62회 졸업식 (총 졸업생수 3650명)
- 2011.03.01 초등 8학급 편성(남 67명, 여 57명, 계 124명), 유치원 1학급 편성
- 2011.09.01 제24대 하원배 교장 부임
- 2012.02.17 제63회 졸업식(남 16명, 여 20명 계 36명 총졸업생 3,686명)
- 2012.03.01 초등 7학급 편성(남 63명, 여 37명, 계 100명), 유치원 1학급 편성
- 2013.02.15 제64회 졸업식 (남 19명, 여 21명, 계 31명 총 졸업생3717명)
- 2013.03.04 초등 6학급 편성(남 42명, 여 29명, 계 71명) 유치원 1학급 편성
- 2015.02.17 제66회 졸업식(남 4명,여 2명,계 6명 총졸업생 3,738명)
- 2015.03.01 제25대 권재철 교장 부임
- 2015.03.01 초등6학급 편성(남48명,여42명,계90명)유치원 1학급편성(남16명,여7명,계23명)
- 2016.02.29 폐교 및 상북초등학교로 통폐합[1]